# Pagerols (Avià)
Pagerols és una masia que ha estat considerada patrimoni cultural que està al municipi d'Avià, al Baix Berguedà. Està situada a la zona de Vilamarí. Pagerols ha estat inventariada amb el número IPAC 2977 pel mapa de patrimoni de la Generalitat de Catalunya i té el número d'element 08011/44 en el mapa de patrimoni cultural de la Diputació de Barcelona.

## Situació geogràfica
La masia de Pagerols està situada al camí que uneix la casa de Bernades amb Avià (a l'antic camí ral entre Casserres i Avià), a l'entorn de Vilamarí. Santandreu, Casancots i Vilanova, són algunes de les masies veïnes més properes, juntament amb la de Vilamarí.

## Topònims
Els diversos topònims que ha tingut el mas al llarg de la història són Pallarols (1434, 1701), Pellerols (1243), Puyarols (1553) i Payarols (finals del segle xvi).

## Descripció i característiques
Pagerols és una masia composta de tres crugies que té planta baixa i dos pisos superiors. Està orientada a migdia. Té una teulada a dues aigües coberta amb teula àrab. Les pedres que conformen el seu parament són irregulars, de diverses mides i no estan treballades; aquestes es veuen a la vista. Té diverses obertures situades arbitràriament i de diverses grandàries, normalment petites i allindanades. La porta té un arc de mig punt adovellat gran.
Pagerols ha estat ampliada diverses vegades al llarg del temps. La casa ha estat aixecada sobre una bas de roca viva. El mur central que tanca la crugia el mig té fragments d'oipus spicatum fet amb pedres planes grans.
El pis i les golfes estan totalment reformats i cal destacar els festejadors que hi ha a totes les finestres i la pica de l'aigüera de pedra. A les golfes hi ha un gran assecador. A les façanes nord i est hi ha finestres gòtiques que tenen arcs conopials. A la banda septentrional de la casa hi ha una bassa amb les parets de pedra adossada.

## Història
La masia de Pagerols té un origen medieval però ha patit diverses ampliacions. El 1243 és l'any en que apareix esmentada per primera vegada en els pergamins de Serrateix guardats a l'Arxiu Diocesà de Solsona; en aquests s'esmenta la venda del mas Pellerols per part d'Arnau de Bretons a Ramon Calvizà. A més a més, el document diu que Pagerols està situat a Vila Meredi (la zona de Vilamarí) i que depenia del Monestir de Santa Maria de Serrateix.
Altres documents en el que surt esmentat són datats dels anys 1353, 1434, 1497 i 1553 (Fogatges). A més també apareix al Capbreu de Serrateix de 1701, en el que es diu que l'amo de Pagerols, Joan Pallarols, que també és batlle de la Quadra de Vilamarí, també té els masos de Santandreu, Coma, Puig i una part del mas Ollers. El 1721 la meitat del mas Pagerols era de Francesc Boxader, qui la va comprar a Maria Pallarols i Riba, que era vídua de Pau Pallarols i l'altra meitat la tenia Martí Pallarols, que era l'hereu dels dos anteriors.
Al cadastre de 1767, el mas era propietat de Ventura Gironella, de Berga i el 1884 el va comprar Josep Viladomiu i Torrentbó.
L'ampliació més important que va patir el mas Pagerols data del segle xviii, quan va passar a ser propietat dels Gironella, quan es va fer l'assecador del costat de migdia.